# Arnolfo di Carinzia
Arnolfo di Carinzia (850 circa – Ratisbona, 8 dicembre 899) è stato re di Baviera e re dei Franchi orientali dall'887, re d'Italia dall'894 (perse il trono tra l'895 e l'896) e imperatore dall'896 fino alla sua morte.

## Origine
Figlio del futuro re di Baviera, re dei Franchi Orientali e re d'Italia, Carlomanno e di Liutwwindis († prima del 9 marzo 891), della quale, però, non si conoscono con certezza gli ascendenti, anche se secondo alcuni storici potrebbe essere la stessa donna che poi aveva sposato, ossia la figlia del conte nel Nordgau Ernesto I. Tuttavia, alcune fonti la indicano come concubina di Carlomanno, fatto che avrebbe reso Arnolfo figlio illegittimo.

## Biografia

### Gioventù
Arnolfo crebbe a Moosburg in Carinzia e nell'870, ricevette dal padre, Carlomanno, che governava la Baviera, la marca orientale (Carinzia e Pannonia)
Nell'876, alla morte del nonno, Ludovico II il Germanico, suo padre, Carlomanno, divenne re dei Franchi Orientali, che in realtà era solo un titolo, in quanto ottenne il regno di Baviera che comprendeva oltre alla Baviera, la Pannonia, la Carinzia, la Boemia e la Moravia, che suo padre già governava dall'865, con annesso titolo regale, ma non aveva la possibilità di intervenire nei regni che avevano ereditato i suoi due fratelli, Ludovico, che regnava in Sassonia, che comprendeva oltre alla Sassonia, la Turingia, la Franconia e la Lotaringia orientale, e Carlo il Grosso, che regnava in Alemannia, che comprendeva oltre alla Alemannia, la Svevia e la Rezia. Il padre diede ad Arnolfo l'incarico di difendere la frontiera orientale del regno, nominandolo "prefetto della marca orientale".
Nell'879, dopo averne conquistato la corona, suo padre, Carlomanno, colto da grave malore, dovette lasciare l'Italia a suo fratello, Carlo il Grosso e non essendo più in grado di seguire gli affari di stato affidò ad Arnolfo, il governo del regno di Baviera, ma, l'altro fratello, Ludovico, intervenne obbligando Arnolfo a consegnargli il regno, che occupò.
Alla sua morte, avvenuta nel mese di aprile 880, Carlomanno fu tumulato a Altötting e Arnolfo ottenne il ducato di Carinzia, mentre il fratello, Ludovico il Giovane ottenne il suo titolo regale (re dei Franchi Orientali) ed il regno di Baviera ed il terzo fratello, Carlo il Grosso ottenne il regno d'Italia dove venne incoronato a Ravenna.
Nel maggio 882, quando suo zio Carlo il Grosso assunse formalmente il titolo di re dei Franchi Orientali, Arnolfo fu nominato duca di Baviera. Alla testa dell'esercito bavaro, combatté a lungo contro Svatopluk I (re di Moravia) e contro i Normanni. Pochi mesi dopo la sua nomina Arnolfo venne coinvolto nella guerra guglielmina, una rivolta contro il marchese di Pannonia Aribone di Pannonia (genero del precedente marchese Guglielmo di Pannonia), guidata da Engelschalk II nipote di Guglielmo di Pannonia. Furono i ribelli che, messi in difficoltà dall'intervento dei Moravi al fianco di Aribone, implorarono l'aiuto di Arnolfo eleggendolo loro re. Il duca di Baviera si unì quindi alla ribellione, che si concluse solo l'anno successivo per intervento di re Carlo: il marchese Aribone mantenne la marca, il re Svatopluk I della Grande Moravia accettò la sovranità di Carlo e il suo dominio venne integrato nel regno di Germania, e Arnolfo fu perdonato, sottomettendosi allo zio ma conservando il titolo regale.

### Re dei Franchi orientali

L'impero carolingio nell'888. In verde il regno di Arnolfo

Negli anni successivi Arnolfo rimase uno dei signori più potenti del regno dei Franchi Orientali. Approfittando della successione incerta a Carlo, la cui salute stava declinando rapidamente, Arnolfo si ribellò nuovamente e, nel novembre 887, in una dieta di Grandi dell'Impero, svoltasi a Trebur, nei pressi di Darmstadt, Carlo venne deposto (anche se un vero atto di deposizione, secondo il Reuter non esiste) Arnolfo fu eletto re dei Franchi Orientali e marciò su Francoforte, dove suo zio, abbandonato dai suoi vassalli, si arrese senza combattere (17 novembre 887).

La deposizione di Carlo il Grosso portò allo smembramento dell'impero carolingio in vari regni minori: Oddone fu proclamato re dei Franchi Occidentali da una dieta svoltasi a Compiègne. In Italia, Berengario del Friuli e Guido II di Spoleto finirono per contendersi la corona di re d'Italia.
Il 13 gennaio 888, alla morte di Carlo il Grosso, Arnolfo fu consacrato re dei Franchi Orientali e come primo atto, nel febbraio di quell'anno fece una donazione all'abbazia di Herrieden, in memoria del padre.
Come unico carolingio, seppur illegittimo, riuscì ad avere una certa superiorità sugli altri regnanti e fu dominante nella scena politica europea, estendendo il suo potere alla vecchia Lotaringia, contestatagli da Rodolfo I di Borgogna, a cui riconobbe la sola Borgogna ed il titolo di re di Borgogna e investendo con la sua autorità Ludovico figlio di Bosone come re di Provenza. Dopo l'elezione di Oddone a re dei Franchi occidentali, l'arcivescovo di Reims, Folco, sfidando Oddone, offrì tale corona ad Arnolfo, che rifiutò, ottenendo in un incontro a Worms, una parziale sottomissione di Oddone di Parigi. Nell'888 si recò in Italia dove era stato eletto re Berengario del Friuli, e ricevette da questi formale sottomissione.
Arnolfo era nelle condizioni di reclamare la corona imperiale ma, trattenuto in Germania dalla pressione dei Normanni, nelle regioni settentrionali del suo regno, perse l'occasione: nell'889 Guido II di Spoleto, già avversario di Oddone di Parigi come re dei Franchi Occidentali, ottenne la corona d'Italia e il controllo di Roma dove, nel febbraio 891, si fece incoronare imperatore. Nello stesso periodo, Arnolfo, nell'889, aveva ricevuto una delegazione di Vichinghi, ottenendo un accordo di pace, che ben presto fu infranto e i Vichinghi danesi, nell'891, avevano invaso la Lotaringia, ottenendo una grande vittoria a La Gueule, dal conte di Lotaringia; ma prima che l'anno terminasse Arnolfo intervenne e si prese la rivincita sulle sponde del Dyle (battaglia di Lovanio), facendo cessare le scorrerie dei Normanni, nel suo regno.
Arnolfo intervenne nella lotta tra i re dei Franchi occidentali; approfittando dell'assenza di Oddone che era impegnato in Aquitania, l'arcivescovo di Reims, Folco il Venerabile, ordì una congiura che portò Carlo il Semplice, ultimo erede legittimo di Carlomagno ad essere incoronato come Carlo III re dei Franchi occidentali a Reims, il 28 gennaio 893 che si recò da Arnolfo di Carinzia, per ottenere il suo aiuto, ma, secondo Reginone, quando, Arnolfo, che essendo un carolingio si era espresso a favore di Carlo, si rese conto che Oddone si preparava ad attaccare il suo regno, preferì rimanere neutrale.

### Spedizioni in Italia
Invocato da Berengario e da papa Formoso, nell'894 Arnolfo entrò in Italia e conquistò Bergamo, Milano e la capitale Pavia, dove si fece riconoscere re d'Italia, mentre Guido fuggiva nei suoi possedimenti. Se la conquista era stata facile, il suo mantenimento lo fu molto meno: Guido aspettava solo il ritiro di Arnolfo, la fedeltà dei vassalli italiani era mutevole, e persino Berengario, cui era stata negata la corona, appariva ostile e sbarrava la via del Brennero percorsa all'andata. Arnolfo cercò di lasciare l'Italia per il passo di Bard, ma si trovò la strada sbarrata dalle forze di Anscario I, marchese d'Ivrea, aiutato dal suo nemico Rodolfo di Borgogna, e solo a grande fatica riuscì ad abbandonare il Paese senza grosse perdite. Allora cercò di aggredire Rodolfo di Borgogna, che evitò di combattere ritirandosi sui monti. Diede incarico al figlio illegittimo, Sventibaldo, di combattere Rodolfo, ma senza esito.
L'anno successivo Arnolfo organizzò una seconda spedizione in Italia: conquistata facilmente la parte settentrionale del paese, proseguì verso Roma, dove il 22 febbraio 896, fu incoronato imperatore da papa Formoso, nella basilica di San Pietro. I suoi avversari continuavano tuttavia a sfuggirgli: Guido era morto ma gli era succeduto il giovane figlio Lamberto, sotto la guida della madre, Ageltrude, che organizzò la resistenza ad Arnolfo, mentre il deposto Berengario rimaneva nascosto in attesa di sollevarsi con i suoi fedeli. Arnolfo decise di liberarsi del primo che si era rifugiato nel suo ducato, ma, mentre si dirigeva alla fortezza di Fermo per assediarla, fu colto da un ictus. Pochi giorni dopo, a Pasqua, papa Formoso veniva a morte. Cominciò quindi una difficile ritirata dei tedeschi, mentre Roma cadeva in mano alla fazione spoletina e la stessa Pavia insorgeva contro Arnolfo, che cercava di tenere a bada i signori del regno concedendo loro grandi benefici. Il suo potere in Italia crollò nel giro di poche settimane, mentre Berengario e Lamberto si spartivano il regno.

### Ultimi anni

L'impero carolingio nell'898. In verde chiaro il regno di Arnolfo, alla sua morte

Arnolfo passò gli anni seguenti in Germania senza intraprendere altre spedizioni di nota, a causa della salute precaria, e fu assorbito dal tenere a bada vassalli ribelli e difendere i confini orientali del regno. Carlo il Semplice, appena eletto re dei Franchi occidentali, nell'898, per portare i confini del suo regno sino alla riva sinistra del Reno, aveva manifestato un interesse verso la Lotaringia, invadendola e arrivando sino ad Aquisgrana, ma la reazione di Sventiboldo, re di Lotaringia dall'895, lo costrinse a ritirarsi.
Sempre nell'898 papa Giovanni IX invalidò la sua incoronazione imperiale col pretesto che era stata estorta con la forza.
Infine, nel giugno dell'899, secondo l'Herimanni Augensis Chronicon, sua moglie, la regina Oda fu diffamata di aver compiuto adulterio con uno sconosciuto, ma fu assolta nel convento di Ratisbona, grazie al giuramento di 72 testimoni.
Poche settimane dopo tuttavia il re fu colto nuovamente da ictus: si parlò di avvelenamento e molti supposti membri di una congiura furono giustiziati.
Arnolfo tuttavia non si riprese, e l'8 dicembre di quell'anno, secondo gli Annales Necrologi Prumienses morì a Ratisbona, a 49 anni, ed il cronista Reginone ricorda fu sepolto lì nella benedettina abbazia di Sant'Emmerano, accanto al padre Carlomanno.
Dopo la morte di Arnolfo, il figlio legittimo, Ludovico il Fanciullo, divenne re dei Franchi Orientali, mentre il figlio illegittimo, Sventibaldo ricevette la Lotaringia, e ad un certo Liutpoldo concesse il ducato di Baviera, mentre il regno d'Italia ed il titolo di imperatore sarebbero toccati l'anno dopo al re di Provenza, Ludovico.

## Discendenza
Presumibilmente, nell'888, Arnolfo sposò Oda († dopo il 30 novembre 903), che secondo lo storico francese Christian Settipani, esperto di genealogie era imparentata con la famiglia dei Corradinidi, deducendolo dalla Diplomata nº 89, del 19 maggio 891, in cui Arnolfo, definendolo conte e nipote nostro, cita Corrado il Giovane († nel 918), figlio del conte Corrado il Vecchio († nel 906), che di Oda poteva essere fratello o cugino. Comunque Arnolfo da Oda ebbe un figlio:
- Ludovico il Fanciullo[22] (893 - 911), re dei Franchi Orientali e poi re di Lotaringia.

Arnolfo ebbe poi diverse amanti; una, verso l'870, fu Vinburga († dopo il 18 maggio 898), che viene citata in due Diplomata di Arnolfo, la nº 160 e la N° 162, in cui risulta che gli diede un figlio illegittimo:
- Sventibaldo (870/1 - 900), che secondo gli Annales Vedastini divenne re di Lotaringia, nell'895[25];

una seconda amante, tra l'870 e l'875, fu Ellinrata († dopo il 23 maggio 914), come ci viene confermato da una Diplomata di Corrado il Giovane, re dei Franchi Orientali, che gli diede una figlia:
- Ellinrata († dopo il 23 maggio 914), che è citata nella stessa Diplomata nº 20 di Corrado il Giovane, in cui è citata sua madre[26], e, secondo gli Annales Fuldenses venne rapita da Engelschalk II, margravio della marca Orientale, che, nell'893, a Ratisbona venne accecato[27];

infine della terza amante di Arnolfo non si conosce il nome e anche da questa ebbe un figlio:
- Ratoldo (? - dopo l'896), citato con Sventibaldo nell'Herimanni Augensis Chronicon, e definiti figli di Arnolfo nati da una concubina[28] e che secondo il Reuter fu nominato dal padre viceré d'Italia, nell'896[6].

## Ascendenza
|                          |   |                       | Genitori              |  |  | Nonni |  |  | Bisnonni        |  |  | Trisnonni   |  |
|                          |   |                       |                       |  |  |       |  |  | Ludovico il Pio |  |  | Carlo Magno |  |
|                          |   |                       |                       |  |  |       |  |  | Ludovico il Pio |  |  | Carlo Magno |  |
|                          |   | Ildegarda             |                       |  |  |       |  |  | Ludovico il Pio |  |  |             |  |
| Ludovico II il Germanico |   |                       |                       |  |  |       |  |  | Ludovico il Pio |  |  |             |  |
|                          |   | Ermengarda di Hesbaye | Ingramm di Hesbaye    |  |  |       |  |  |                 |  |  |             |  |
|                          |   | Ermengarda di Hesbaye | Ingramm di Hesbaye    |  |  |       |  |  |                 |  |  |             |  |
|                          |   | Ermengarda di Hesbaye | Edvige di Baviera     |  |  |       |  |  |                 |  |  |             |  |
| Carlomanno di Baviera    |   | Ermengarda di Hesbaye |                       |  |  |       |  |  |                 |  |  |             |  |
|                          |   | Guelfo I              | Ruthard               |  |  |       |  |  |                 |  |  |             |  |
|                          |   | Guelfo I              | Ruthard               |  |  |       |  |  |                 |  |  |             |  |
|                          |   | Guelfo I              | Ermenane              |  |  |       |  |  |                 |  |  |             |  |
| Emma di Baviera          |   | Guelfo I              |                       |  |  |       |  |  |                 |  |  |             |  |
|                          |   | Edvige di Baviera     | Isanbard              |  |  |       |  |  |                 |  |  |             |  |
|                          |   | Edvige di Baviera     | Isanbard              |  |  |       |  |  |                 |  |  |             |  |
|                          |   | Edvige di Baviera     | Thiedrada (Thietrate) |  |  |       |  |  |                 |  |  |             |  |
| Arnolfo di Carinzia      |   | Edvige di Baviera     |                       |  |  |       |  |  |                 |  |  |             |  |
|                          | … | …                     |                       |  |  |       |  |  |                 |  |  |             |  |
|                          | … | …                     |                       |  |  |       |  |  |                 |  |  |             |  |
|                          | … | …                     |                       |  |  |       |  |  |                 |  |  |             |  |
| …                        | … |                       |                       |  |  |       |  |  |                 |  |  |             |  |
|                          |   | …                     | …                     |  |  |       |  |  |                 |  |  |             |  |
|                          |   | …                     | …                     |  |  |       |  |  |                 |  |  |             |  |
|                          |   | …                     | …                     |  |  |       |  |  |                 |  |  |             |  |
| Liutswind                |   | …                     |                       |  |  |       |  |  |                 |  |  |             |  |
|                          |   | …                     | …                     |  |  |       |  |  |                 |  |  |             |  |
|                          |   | …                     | …                     |  |  |       |  |  |                 |  |  |             |  |
|                          |   | …                     | …                     |  |  |       |  |  |                 |  |  |             |  |
| …                        |   | …                     |                       |  |  |       |  |  |                 |  |  |             |  |
|                          |   | …                     | …                     |  |  |       |  |  |                 |  |  |             |  |
|                          |   | …                     | …                     |  |  |       |  |  |                 |  |  |             |  |
|                          |   | …                     | …                     |  |  |       |  |  |                 |  |  |             |  |
|                          |   | …                     |                       |  |  |       |  |  |                 |  |  |             |  |

## Galleria d'immagini

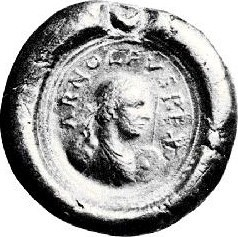
Sigillo di Arnolfo dell'890
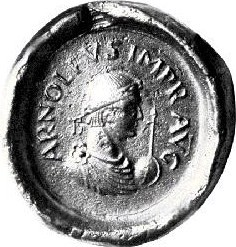
Sigillo di Arnolfo dell'896
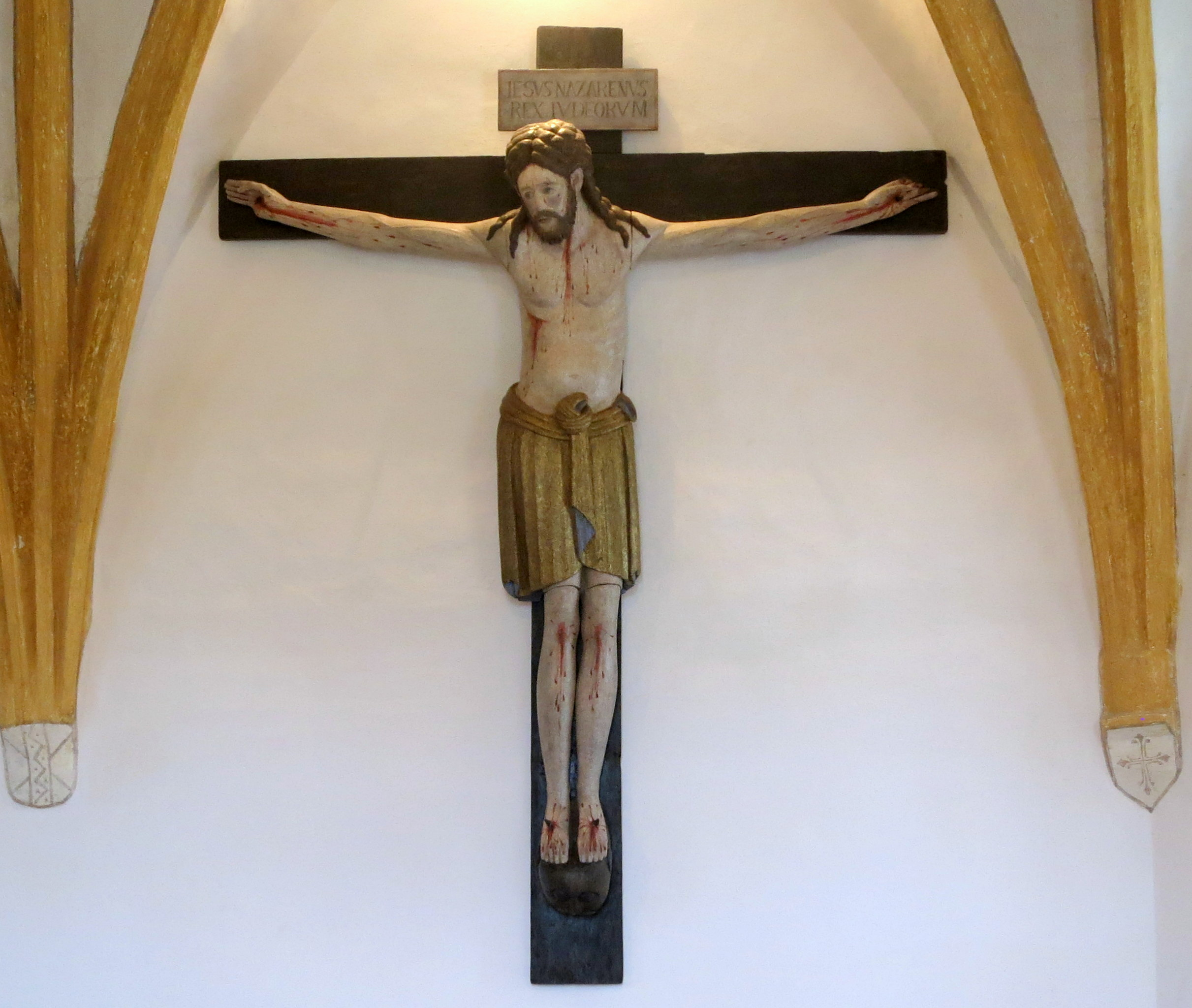
Arnolfo di Carinzia è ritenuto il committente della Croce di Enghausen, la più antica croce monumentale conservatasi[29].
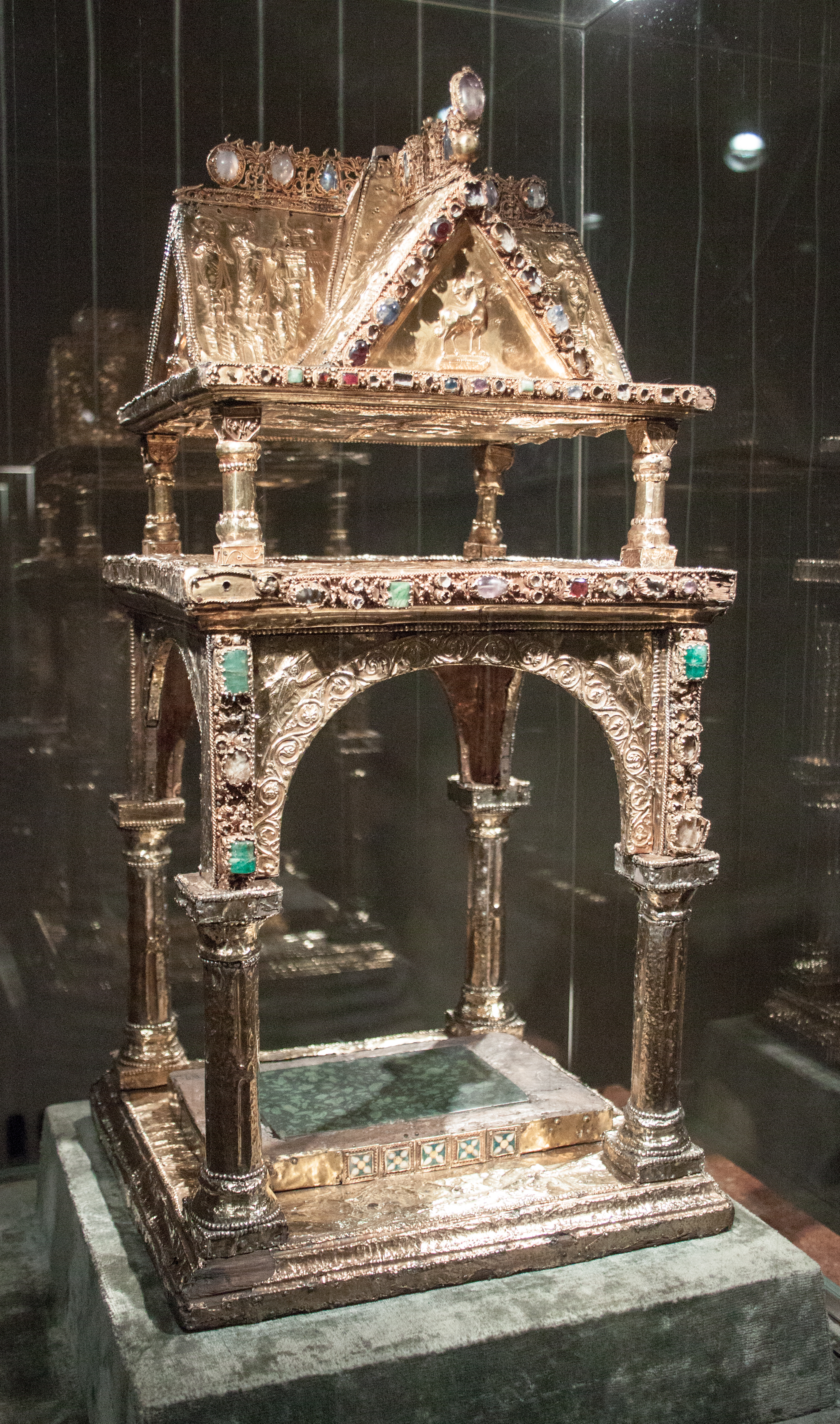
Il ciborio di Arnolfo, capolavoro di oreficeria carolingia tradizionalmente associato al sovrano

### Fonti primarie
- (LA) Rerum Gallicarum et Francicarum Scriptores, tomus IX..
- (LA) Monumenta Germaniae Historica, Scriptores, tomus IX (archiviato dall'url originale l'11 marzo 2016)..
- (LA) Monumenta Germaniae Historica, Diplomata Regum Germaniae ex Stirpe Karolinorum, tomus III (archiviato dall'url originale il 12 maggio 2013)..
- (LA) Annales Bertiniani..
- (LA) Monumenta Germaniae Historica, Scriptores, tomus XVII (archiviato dall'url originale il 15 marzo 2016)..
- (LA) Monumenta Germaniae Historica, tomus I (archiviato dall'url originale il 27 agosto 2011)..
- (LA) Monumenta Germaniae Historica, Scriptores, tomus V (archiviato dall'url originale il 23 agosto 2017)..
- (LA) Monumenta Germaniae Historica, tomus II, su dmgh.de. URL consultato il 3 dicembre 2012 (archiviato dall'url originale il 5 agosto 2016).
- (LA) Monumenta Germaniae Historica, Diplomata Regum et Imperatorum Germaniae, tomus I (archiviato dall'url originale il 28 giugno 2013)..
- (LA) Monumenta Germaniae Historica, tomus XIII, su dmgh.de. URL consultato l'8 dicembre 2012 (archiviato dall'url originale l'11 luglio 2015).

### Letteratura storiografica
- René Poupardin, I regni carolingi (840-918), in «Storia del mondo medievale», vol. II, 1979, pp. 583–635
- Allen Mayer, I vichinghi, in «Storia del mondo medievale», vol. II, 1979, pp. 734–769
- Louis Halphen, Il regno di Borgogna, in «Storia del mondo medievale», vol. II, 1979, pp. 807–821